# Курета болівійська
Куре́та болівійська (Myiophobus inornatus) — вид горобцеподібних птахів родини тиранових (Tyrannidae). Мешкає в Перу і Болівії.

## Поширення і екологія
Болівійські курети мешкають на східних схилах Анд на південному сході Перу (на південь від Куско) та в Болівії (на південь до Кочабамби). Вони живуть в нижньому і середньому ярусах вологих гірських тропічних лісів та на узліссях, переважно на висоті від 1000 до 2100 м над рівнем моря.